# Världsmästerskapet i innebandy för herrar 2024
Världsmästerskapet i innebandy för herrar 2024 spelades i Malmö, Sverige, mellan den 7 och 15 december 2024. Matcherna avgjordes i Malmö Arena och i Baltiska hallen. Det var den 15:e upplagan av världsmästerskapet och 16 nationer deltog i mästerskapet. Finland vann finalmatchen mot Sverige efter att ha vänt 4-0 underläge till 5-4, vilket blev Finlands femte VM-titel. Mästerskapet blev Robin Nilsberth sista i landslagströjan